# Sovrano Consiglio del Sovrano Militare Ordine di Malta
Il Sovrano Consiglio del Sovrano Militare Ordine di Malta sostiene il Gran Maestro nel governo dell'Ordine.
La composizione e i compiti del Sovrano Consiglio sono stabiliti dall'articolo 20 della Carta Costituzionale dell'Ordine.

## Composizione e attività
Fanno parte del Sovrano Consiglio:
- il Gran Maestro o il Luogotenente, che lo presiede;
- i titolari delle quattro Alte Cariche:
  - Gran Commendatore
  - Gran Cancelliere
  - Grande Ospedaliere
  - Ricevitore del Comun Tesoro
- e sei consiglieri.

I membri del Sovrano Consiglio, eccetto il Gran Maestro e il Luogotenente, sono eletti dal Capitolo Generale a maggioranza dei presenti.
Il Gran Commendatore ed almeno altri quattro membri del Sovrano Consiglio devono essere cavalieri professi di voti perpetui o temporanei.
Per le ammissioni dei membri dell'Ordine al primo ceto hanno diritto di voto i soli membri del Sovrano Consiglio che siano cavalieri professi di voti perpetui o temporanei.
I membri del Sovrano Consiglio rimangono in carica fino al successivo Capitolo Generale e possono essere rieletti. Per una terza o una ulteriore consecutiva rielezione per la stessa carica, è richiesta la maggioranza dei due terzi dei voti dei presenti.
Il Gran Maestro non partecipa alla votazione nelle materie in cui il Sovrano Consiglio ha voto deliberativo o deve esprimere un parere, fermo quanto disposto dall'articolo 15, paragrafo 3. In caso di parità di voto tra i Consiglieri, incluse le Alte Cariche, la decisione del Gran Maestro ha valore dirimente. Se il Gran Maestro non esprime opinione, l'argomento viene sospeso.
Il Sovrano Consiglio è convocato dal Gran Maestro e di solito si riunisce almeno sei volte l'anno e, inoltre, se circostanze particolari lo rendono necessario, presso la sede religiosa di Roma. Il Sovrano Consiglio può riunirsi a maggioranza assoluta.
Alcune azioni del Gran Maestro richiedono l'approvazione del Sovrano Consiglio. Nei casi in cui il Gran Maestro sia vincolato dal processo decisionale del Sovrano Consiglio, non può emettere un decreto che si discosti dalla decisione, ma d'altra parte non è obbligato a emettere un decreto in conformità con la decisione del Consiglio. Le dimissioni del Gran Maestro devono essere accettate anche dal Sovrano Consiglio.

## Attuali membri
Gran Maestro
- S.E. Fra' John Timothy Dunlap[2]

Gran Commendatore
- S.E. Fra' Emmanuel Rousseau[3]

Gran Cancelliere
- S.E. Riccardo Paternò di Montecupo[4]

Grande Ospedaliere
- S.E. Josef Blotz[5]

Ricevitore del Comun Tesoro
- S.E. Fabrizio Colonna di Paliano[6]

Membri:
- S.E. Fra’ Richard J. Wolff
- S.E. Fra’ John Eidinow
- S.E. Fra’ João Augusto Esquivel Freire de Andrade
- S.E. Fra’ Thomas N. Mulligan
- S.E. Fra’ Nicola Tegoni
- S.E. Francis Joseph McCarthy
- S.E. Michael Kirk Grace
- S.E. Clemente Riva di Sanseverino